# 原則
| ウィキペディアには「原則」という見出しの百科事典記事はありません（タイトルに「原則」を含むページの一覧/「原則」で始まるページの一覧）。 代わりにウィクショナリーのページ「原則」が役に立つかもしれません。 |